# Centralinstitution
Centralinstitution var en type af opholds- og aktivitets- og undervisningsforanstaltninger for åndssvage/udviklingshæmmede i Danmark som med udspring i De Kellerske Anstalter rummede op til 6000 mennesker frem til Særforsorgens udlægning fra staten til amterne i 1980. Statens Åndssvageforsorg var organiseret i forsorgscentre, som hver havde en centralinstitution. Udover beboelse på afdelinger (opdelt efter køn, alder og handicapgrad) rummede forsorgscentret beskyttede beskæftigelsesværksteder og en centerskole. Forsorgcentrets sideordnede ledelse, kaldet centerledelsen, udgjordes af en overlæge, sociallederen, undervisningslederen og økonomiinspektøren, som udover centralinstutionen administrerede forsorgscentrets decentrale skoler, børnehaver, pensionater beskyttede værksteder og lokalinstitutioner. 

## Centralinstitutioner
- Forsorgscenter I Københavnsområdet: Vangede/Irlandsvej
- Forsorgscenter II Nordsjælland: Ebberødgård
- Forsorgscenter VII Vestsjælland: Andersvænge
- Forsorgscenter VI Sydsjælland og Lolland-Falster: Rødbygård/Næstved
- Forsorgscenter VIII Fyn: Strandhøj i Nyborg. Navnet senere ændret til Strandvænget
- Forsorgscenter IV Sønderjylland: Ribelund
- Forsorgscenter III Sydjylland: Brejning
- Forsorgscenter X Østjylland: Sølund
- Forsorgscenter IX Midtjylland: Hald Ege
- Forsorgscenter V Nordjylland: Vodskov

Efter amternes overtagelse af ansvaret ved byrdefordelingsreformen i 1980 blev beboerne gradvist flyttet ud til boenheder og bofællesskaber og administrationen integreret i amternes eksisterende forvaltningsområder.